# 波特迪里德
波特迪里德（法語：Porte du Ried，法語發音：[pɔʁt dy ʁid] ⓘ）是法国上莱茵省的一个市镇，属于科尔马-里博维莱区。该市镇于2016年由原市镇里德维尔和奥尔茨维尔合并而成，行政中心位于奥尔茨维尔。

## 地名
“波特迪里德”（Porte du Ried）一名在法语中意为“里德之门”，而“里德”则是阿尔萨斯地区的一种景观。

## 地理
波特迪里德（48°6'47"N, 7°25'17"E）面积9.49 平方千米，位于法国大東部大區上莱茵省，该省份为法国东部内陆省份，是阿尔萨斯的一部分，今与下莱茵省组成了阿尔萨斯欧洲集体，其北临下莱茵省，西接孚日省，西南接贝尔福地区省，东侧沿莱茵河与德国相望，南与瑞士接壤。
与波特迪里德接壤的市镇（或旧市镇、城区）包括：科尔马、热布赛姆、比什维尔、奥尔堡-维尔。
波特迪里德的时区为UTC+01:00、UTC+02:00（夏令时）。

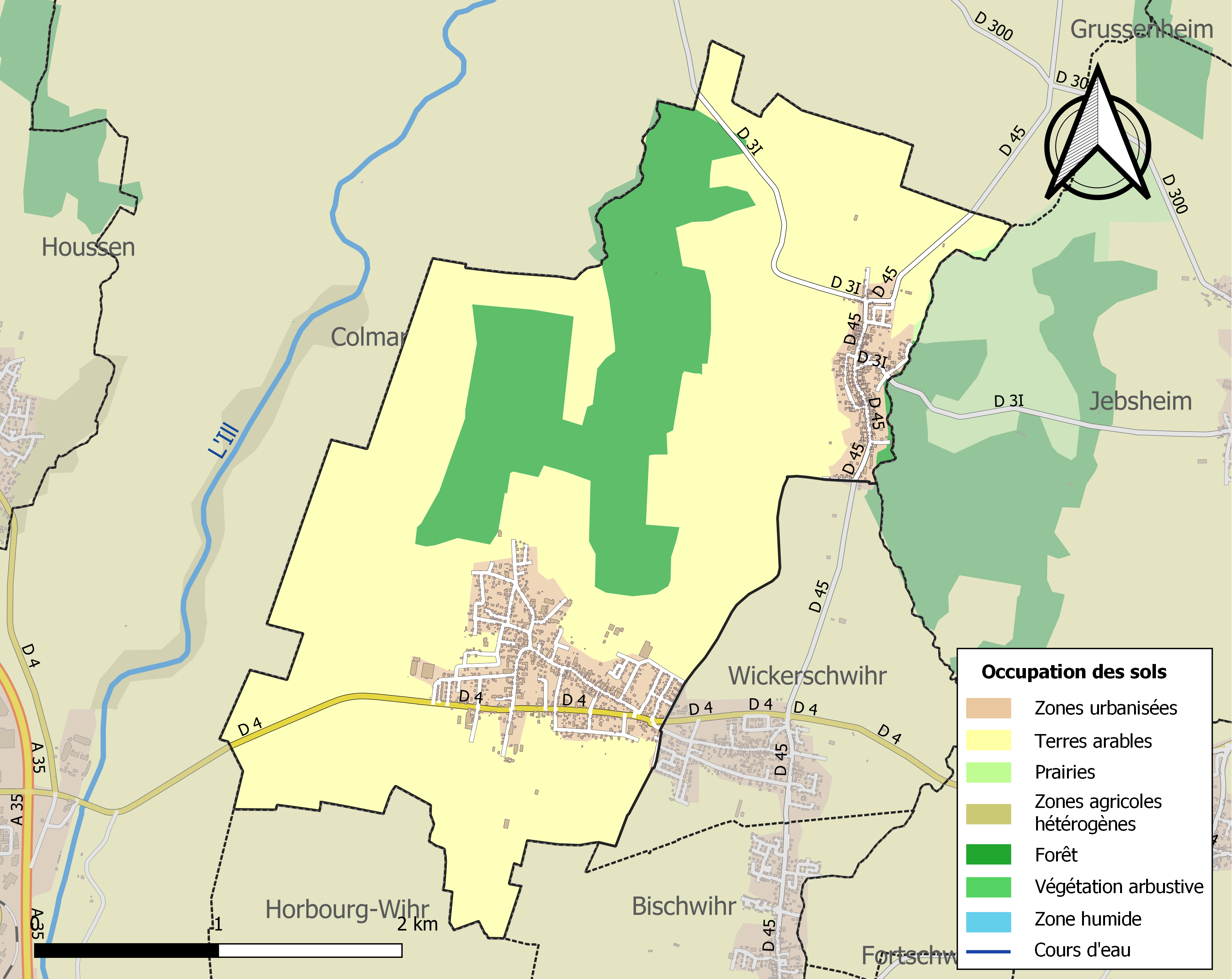
波特迪里德的OSM定位图

## 行政
波特迪里德的邮政编码为68320，INSEE市镇编码为68143。

## 政治
波特迪里德所属的省级选区为科尔马第二县。

## 人口
波特迪里德于2022年1月1日时的人口数量为1914人。